# Воздушный рис

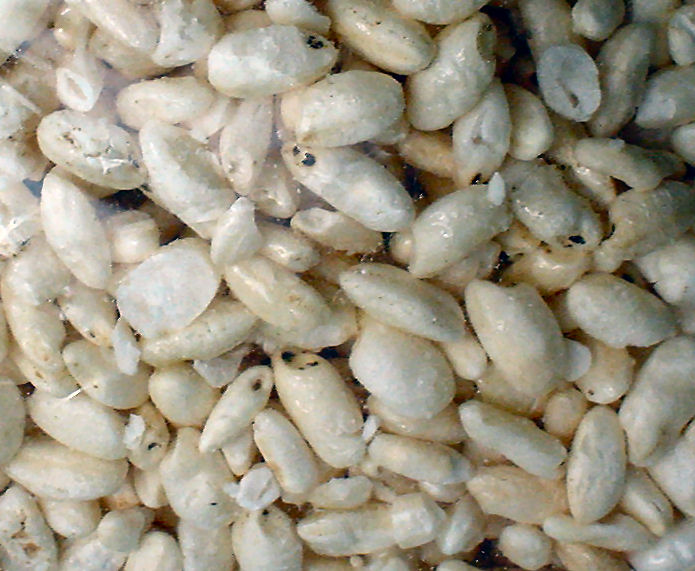

Возду́шный рис — это специально обработанные («взорванные») зёрна риса; готовые к употреблению. Используются также в кондитерском производстве (например, в шоколадных батончиках) и диетическом питании (например, диетические хлебцы). Существуют также и «воздушная пшеница», «воздушная кукуруза» (попкорн), «воздушная гречка» и т. п.
Способность зёрен становиться воздушными при нагревании связывают с наличием в зёрнах крахмала и воды, которая при резком нагревании разрывает клетки. Для малокрахмалистых зёрен могут использоваться автоклавы, аналогично методике получения воздушного шоколада, но с меньшим временем воздействия.

## Изготовление
Воздушный рис изготавливают по экструзионной технологии (от позднелат. extrudo «выталкивание», «выдавливание»), совмещающей термо-, гидро- и механическую обработку исходного продукта на пищевых экструдерах различного типа.
В результате экструзии происходят не только существенные изменения на клеточном уровне, но и сложные химические, микробиологические и физические процессы. Как правило, воздушный рис получают методом горячей экструзии: продолжительность обработки составляет 1-2 мин, давление и температура при этом возрастают и достигают 50 МПа и 180°С.

## Химия процесса
Рис, основным компонентом которого является крахмал, в процессе экструзии теряет свою естественную кристалличность и связывается липидами обрабатываемой смеси. Повышается ферментативная атакуемость крахмала и, как следствие, увеличивается поверхность зерен крахмала, частичным отделением от отрубей и белка. Белок, как компонент, чувствительный к теплу и сдвигу, вступает в реакцию с различными составляющими продукта. Влажная температурная обработка и механическое воздействие вызывают структурное разворачивание молекулы белка и их агрегацию.
На первом этапе экструзии под влиянием нагревания в присутствии воды крахмал теряет свою молекулярную структуру, которая поддерживается в основном водородными связями. В этот период пищевые волокна увеличивают механическую энергию, что способствует большей молекулярной дезорганизации крахмала и уменьшению размеров молекул амилопектина.
На втором этапе экструзии из-за сильного механического воздействия разрушаются не только крахмальные зерна, но и матрица пищевых волокон. Полисахариды пищевых волокон при повышенной температуре соединяются перекрестными связями с молекулами крахмала, образуя новые агрегатные структуры и вызывая изменение физико-химических свойств биополимерной массы.

## Виды воздушного риса
Формованный воздушный рис, при производстве которого тестообразная масса проходит через матрицы экструдера под высоким давлением и при высокой температуре. При этом продукт на выходе из аппарата раздувается из-за резкого перепада давления. Готовые изделия имеют пористую структуру и увеличиваются в объеме в 3-4 раза. Важным моментом является влажность крупы перед экструдером, этот показатель должен быть 20-25%. Крупа в результате трения превращается в вязкую тестообразную массу, которую прессуют в виде жгутов и нарезают на небольшие кусочки.
Воздушные зерна риса готовят из зерна или крупы путем термической обработки под высоким давлением. В результате нагревания влага, содержащаяся в крупе, превращается в пар. При резком снижении давления она разрывает крупинки, продукт существенно увеличивается в объеме. 

## Применение
Воздушный рис применяют в качестве ингредиента в кондитерских изделиях (шоколад, конфеты, печенья, жевательную резинку), продуктах детского и диетического питания, овощных консервов и пищевых концентратов, в составе готовых завтраков и сухих смесей и т.д. Кроме того, помол воздушного риса применяют для обогащения продуктов питания физиологически функциональными пищевыми ингредиентами.
В связи с этим большие перспективы имеет использование помола экструдированных продуктов в хлебопечении с целью повышения пищевой и биологической ценности хлебобулочных изделий.

## Полезные свойства
Не содержит глютен, и легко усваивается организмом за счет низкого содержания клетчатки. Выводит из организма лишнюю влагу, чем способствует снижению артериального давления. Способствует укреплению нервной системы.
Содержание питательных веществ:
- крахмал и медленные углеводы;
- минералы: кальций, железо, цинк, калий;
- лецитин;
- жирные кислоты: олеиновая, стеариновая, пальминовая;
- витамины группы В и РР.